# Lützkampen
Lützkampen (Lëtschkampen en Luxembourgeois) est une municipalité allemande située dans le land de Rhénanie-Palatinat et l'arrondissement d'Eifel-Bitburg-Prüm.

## Géographie
La municipalité est délimitée à l’ouest et au nord-ouest par la frontière belge qui la sépare de la commune de Burg-Reuland en Communauté germanophone de Belgique et province de Liège. Cette frontière correspond ici en grande partie au cours de l’Our, un affluent de la Sûre.

Situation de la municipalité dans ses canton et arrondissement